# LIAS
LIAS (англ. Lipoic acid synthetase) – білок, який кодується однойменним геном, розташованим у людей на 4-й хромосомі. Довжина поліпептидного ланцюга білка становить 372 амінокислот, а молекулярна маса — 41 911.
| 10         |  | 20         |  | 30         |  | 40         |  | 50         |
| ---------- |  | ---------- |  | ---------- |  | ---------- |  | ---------- |
| MSLRCGDAAR |  | TLGPRVFGRY |  | FCSPVRPLSS |  | LPDKKKELLQ |  | NGPDLQDFVS |
| GDLADRSTWD |  | EYKGNLKRQK |  | GERLRLPPWL |  | KTEIPMGKNY |  | NKLKNTLRNL |
| NLHTVCEEAR |  | CPNIGECWGG |  | GEYATATATI |  | MLMGDTCTRG |  | CRFCSVKTAR |
| NPPPLDASEP |  | YNTAKAIAEW |  | GLDYVVLTSV |  | DRDDMPDGGA |  | EHIAKTVSYL |
| KERNPKILVE |  | CLTPDFRGDL |  | KAIEKVALSG |  | LDVYAHNVET |  | VPELQSKVRD |
| PRANFDQSLR |  | VLKHAKKVQP |  | DVISKTSIML |  | GLGENDEQVY |  | ATMKALREAD |
| VDCLTLGQYM |  | QPTRRHLKVE |  | EYITPEKFKY |  | WEKVGNELGF |  | HYTASGPLVR |
| SSYKAGEFFL |  | KNLVAKRKTK |  | DL         |  |            |  |            |

A: Аланін

C: Цистеїн

D: Аспарагінова кислота

E: Глутамінова кислота

F: Фенілаланін

G: Гліцин

H: Гістидин

I: Ізолейцин

K: Лізин

L: Лейцин

M: Метіонін

N: Аспарагін

P: Пролін

Q: Глутамін

R: Аргінін

S: Серин

T: Треонін

V: Валін

W: Триптофан

Кодований геном білок за функцією належить до трансфераз. 
Задіяний у такому біологічному процесі, як альтернативний сплайсинг. 
Білок має сайт для зв'язування з іонами металів, іоном заліза, групою 4Fe-4S, залізо-сірчаною групою, S-аденозил-L-метіоніном. 
Локалізований у мітохондрії.